# Antropomancia
La antropomancia es la adivinación por medio de la inspección de las entrañas humanas. 
Esta superstición era conocida mucho tiempo antes de que viviera Homero. Heródoto refiere que detenido Menelao por vientos contrarios en Egipto sacrificó por su bárbara curiosidad a dos niños del país y buscó en sus palpitantes entrañas la aclaración de su destino.